# Baks
Baks é um município da Hungria, situado no condado de Csongrád-Csanád. Tem 61,92 km² de área e sua população em 2019 foi estimada em 1.993 habitantes.